# Mount Harry
Mount Harry ist ein rund 1000 m hoher Berg im westantarktischen Ellsworthland. Er ragt 22 km südöstlich der FitzGerald Bluffs auf. Er ist der westlichste einer Reihe von Nunatakkern, die südöstlich dieser Kliffs aufragen. 
Der US-amerikanische Polarforscher Lincoln Ellsworth fotografierte ihn am 23. November 1935 bei einem Überflug. Der United States Geological Survey (USGS) kartierte ihn anhand eigener Vermessungen und Luftaufnahmen der United States Navy aus den Jahren von 1961 bis 1966. Das Advisory Committee on Antarctic Names benannte ihn 1968 nach dem US-amerikanischen Topographieingenieur Jack L. Harry, der von 1967 bis 1968 an Vermessungsarbeiten des USGS im Marie-Byrd-Land beteiligt war.